# Holy Loch

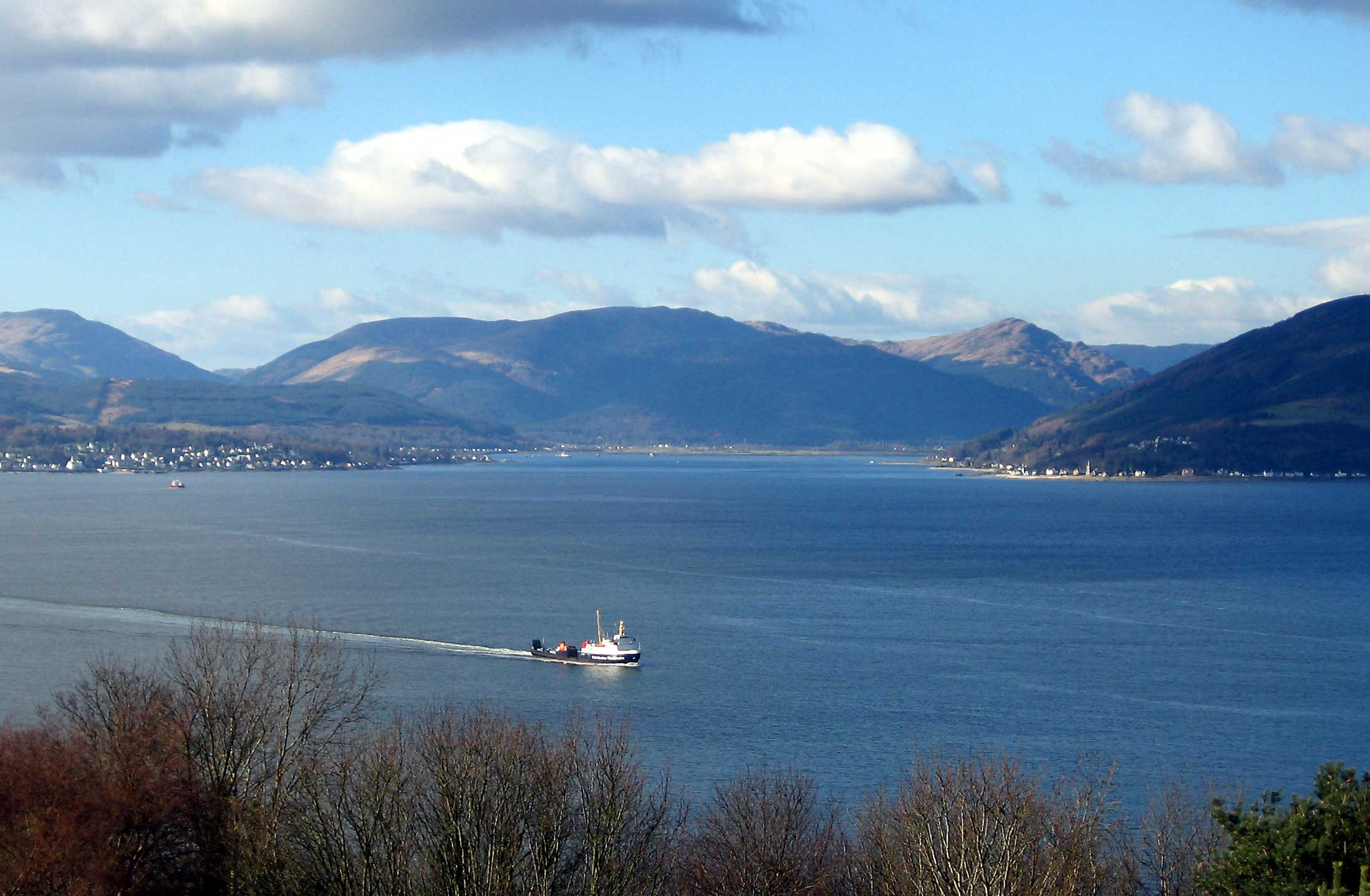
Holy Loch

Holy Loch is een inham (sea loch) in het raadsgebied Argyll and Bute, de inham is een onderdeel van Firth of Clyde. Holy Loch is 1,5 km breed en 5 kilometer lang.
Gedurende de Tweede Wereldoorlog werd Holy Loch gebruikt als onderzeebootbasis door de Britse marine en werden er veel tests en oefeningen met onderzeeboten uitgevoerd. Na de Tweede Wereldoorlog heeft Holy Loch van 1960 tot 1992 als onderzeebootbasis voor de Amerikaanse marine gediend.